# گرنادا
گرنادا (به انگلیسی: Grenada) کشوری جزیره‌ای است در شرق دریای کارائیب. پایتخت آن سینت‌جورجس و زبان رسمی آن انگلیسی است.

## تاریخ
این کشور از سال ۱۷۶۲ تا زمان استقلال (۷ فوریه ۱۹۷۴) مستعمرهٔ بریتانیا بوده‌است. در سال ۱۹۸۳ و در پی ترور نخست‌وزیر، مائوریس بیشاپ، با رهبری آمریکا و همراهی سایر کشورهای دریای کارائیب به گرنادا حمله شد. پس از این ماجرا در سال ۱۹۹۰ نیکلاس برتوایت از کنگرهٔ دموکرات ملی نخست‌وزیر گرانادا شد، در سال ۱۹۹۵ کیت میچل به نخست‌وزیری رسید، در سال ۱۹۹۶ نیز سر دانیل ویلیامز به سمت فرماندار کل منصوب شد.

## سیاست
مجلس سنا با ۱۳ عضو انتصابی و مجلس نمایندگان با ۱۵ عضو برای مدت پنج سال
کرسی‌های مجلس نمایندگان:
- کنگره دموکراتیک ملی
- حزب کارگران متحد گرنادا
- حزب ملی نوین
- حزب ملی

## جغرافیا
دولت گرانادا جزیره‌ای است در دریای کارائیب و شمال ترینیداد و توباگو و پایتخت این کشور شهر سنت جورجز (Saint George's) با ۳۳٬۰۰۰ نفر جمعیت می‌باشد. مساحت گرانادا ۳۴۴ کیلومتر مربع و جمعیت آن ۱۱۰٬۰۰۰ نفر می‌باشد.

### شهرهای مهم
از شهرهای مهم گرانادا می‌توان به، گویاوه ۴۳۷۸ نفر، گرنویل ۲۴۰۰ نفر و ویکتوریا ۴۰۰۰ نفر اشاره کرد.

## تقسیمات کشوری
| نقشه      | پریش       | مساحت | جمیعت | نقشه کلی |
| --------- | ---------- | ----- | ----- | -------- |
|           | سنت پاتریک |       |       |          |
| سنت مارک  |            |       |       |          |
| سنت جان   |            |       |       |          |
| سنت دیوید |            |       |       |          |
| گرنادا    |            |       |       |          |

## اقتصاد

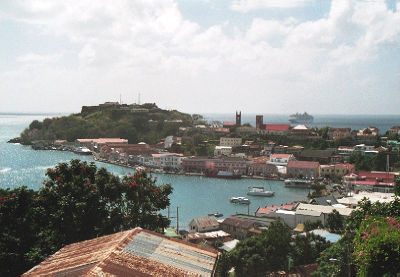

واحد پول گرانادا نیز دلار کارائیب شرقی با واحد جزء (سنت) نام دارد. از نظر صادرات گرانادا دومین تولیدکنندهٔ محصول درخت جوز در جهان است. توریسم نیز از گسترش یافته‌ترین صنایع گراناداست.

### صادرات
جوز هندی، موز، کاکائو، میوه و سبزیجات

### واردات
مواد غذایی، ماشین آلات و وسایل نقلیه، کالاهای اساسی

## مردم
سیاهپوست (۸۲٪)، دورگه (۱۳٪)، سرخ‌پوست (۵٪) و سفیدپوست
همچنین دین ۵۷٪ از مردم کاتولیک و ۳۷٪ پروتستان است.
انگلیسی زبان رسمی مردم گرنادا است.

## نگارخانه

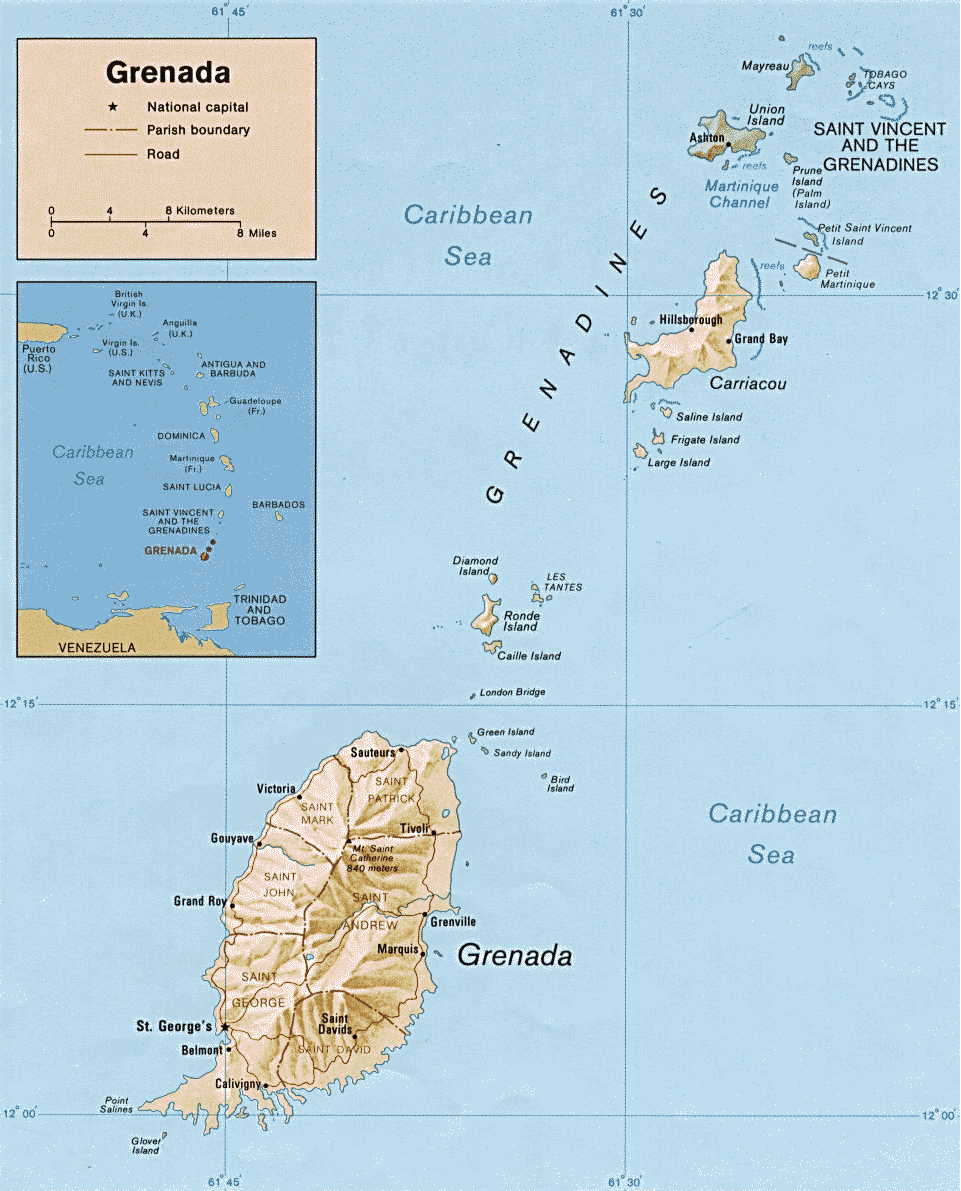
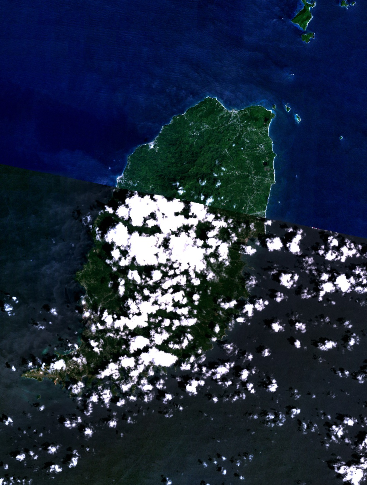
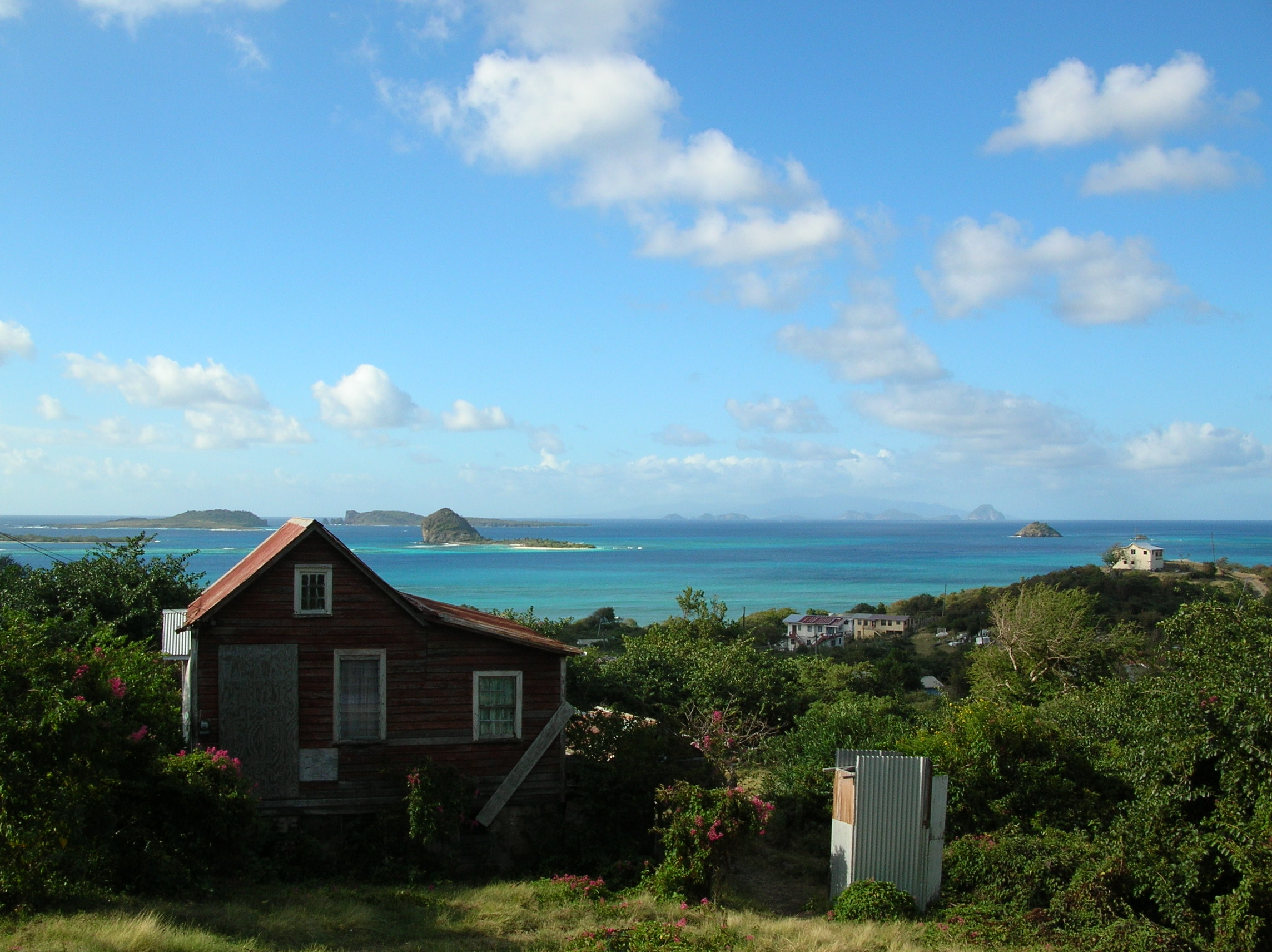